# 日韓議員聯盟
日韓議員聯盟，是日本的超黨派議員聯盟。 
前身是1972年成立的日韓議員懇親会而在1975年，更名至現名。是促進日本國會議員和大韓民國國會議員的交流之組織，旨在促進友好合作關係。 

## 領導層

### 會長
- 額賀福志郎（自由民主黨）

### 幹事長
- 河村建夫（自由民主黨）

### 副幹事長
- 安倍晉三（自由民主黨）
- 麻生太郎（自由民主黨）
- 野田毅（自由民主黨）
- 鈴木俊一（自由民主黨）
- 中曽根弘文 （自由民主黨）

## 外部連結
- 官方網站